# Pliska Ridge

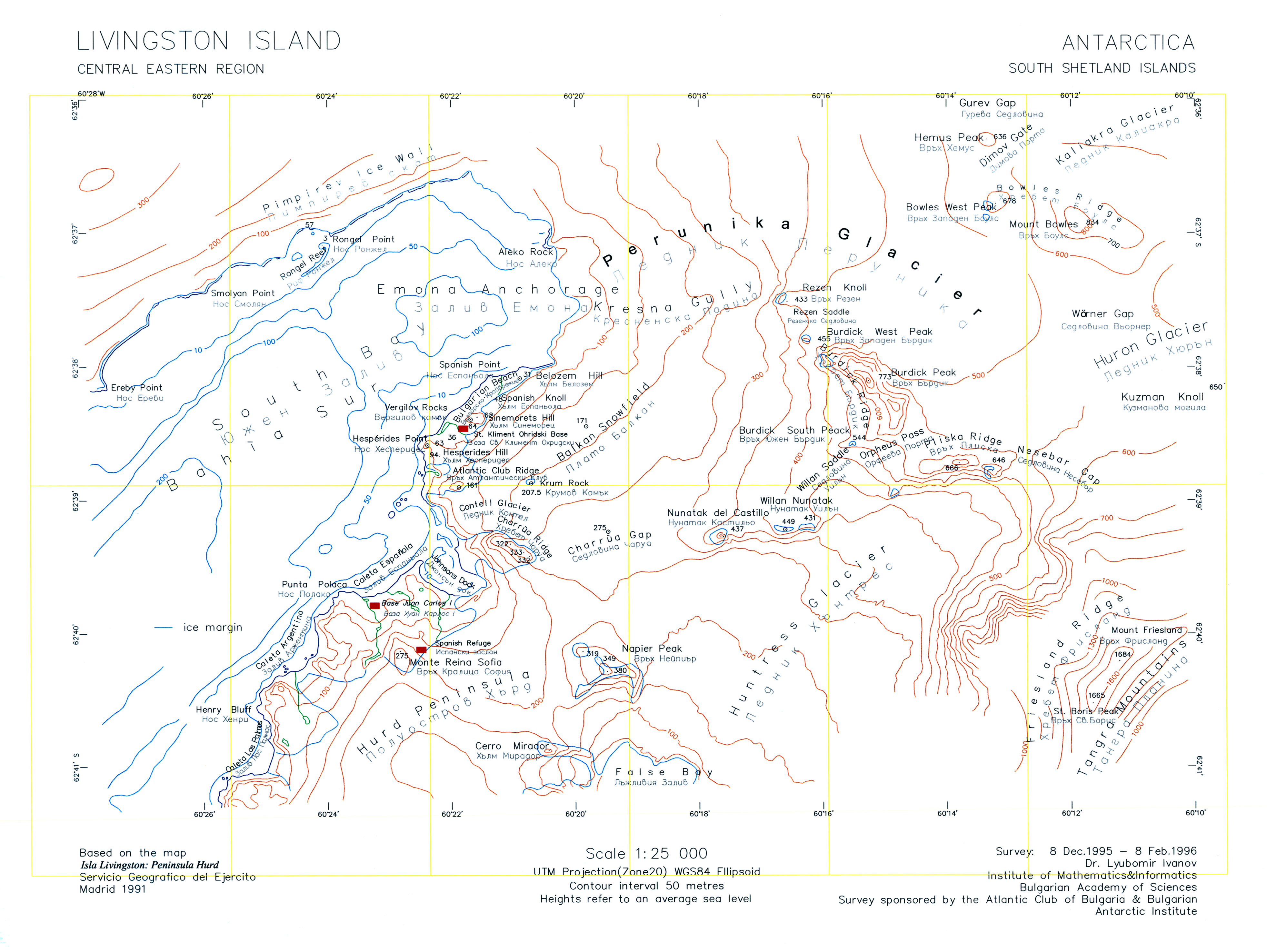
Mappa topografica del settore centro-orientale dell'Isola Livingston, con il Pliska Ridge.

Il Pliska Ridge (in lingua bulgara: Врах Плиска, Wrah Pliska) è una piccola dorsale antartica, caratterizzata da tre picchi che si innalzano fino a 667 m, situata nei Monti Tangra, nella parte orientale dell'Isola Livingston, nelle Isole Shetland Meridionali, in Antartide.
La denominazione è stata assegnata nel 1995 dalla Commissione bulgara per i nomi antartici in onore della città di Pliska, situata nella parte nordorientale della Bulgaria, che dal 681 all'893 divenne la capitale del Primo Impero bulgaro. L'UK Antarctic Place-Names Committee, nello stesso anno ha trasferito la designazione bulgara nella lingua inglese. 
La prima scalata è stata effettuata il 18 dicembre 2004 dal bulgaro Lyubomir Ivanov partendo dal Campo Accademia.

## Caratteristiche
Il suo picco centrale, che è anche il più alto, è situato 2,48 km a est-nordest del Willan Nunatak (449 m), 1,81 km sudest del Burdick Peak (773 m, la vetta del Burdick Ridge), 3,53 km sud-sudovest del Monte Bowles, 3,68 km ovest-sudovest del Kuzman Knoll e 3,61 km nordovest del Monte Friesland.
La dorsale ha una lunghezza di 1,6 km e una larghezza di 500 m; si sviluppa in direzione est-ovest, con pareti a strapiombo sul versante meridionale. È interamente ricoperta di ghiaccio ad eccezione di alcuni segmenti del suo picco più orientale (alto 646 m) ed è delimitata a nordovest dall'Orpheus Gate, a nord dalla testa del Ghiacciaio Perunika, a est dal Nesebar Gap, a sud e ovest dalla testa del Ghiacciaio Huntress, che fluisce per 6 km in direzione sudovest fino alla False Bay. 

## Localizzazione
La vetta della dorsale, il Pliska Peak, è posizionata alle coordinate 62°38′44″S 60°13′49″W (prima grossolana mappatura britannica nel 1968, mappatura dettagliata spagnola nel 1991, mappatura bulgara nel 1996, 2005 e 2009 in base alle rilevazioni topografiche eseguite nel 1995-96 e 2004-2005).